# Chand Bibi
Chand Bibi (Ahmadnagar, 1550 – Ahmadnagar, 3 luglio 1599) è stata una politica e militare indiana.
Ha ricoperto la carica di reggente del sultanato di Bîjâpur, durante la minore età di Ibrahim Adil Shah II, dal 1580 al 1590, poi del sultanato di Ahmadnâgar durante la minore età del suo pronipote Bahadur Shah, dal 1595 al 1599.
Chand Bibi è nota per aver difeso Ahmadnagar contro le forze moghul dell'imperatore Akbar, nel 1595.

## Biografia

### Famiglia e formazione
Chand Bibi era la figlia di Hussain Nizam Shah I di Ahmadnâgar in India, e sorella di Burhan Nizam Shah II, il sultano di Ahmadnagar. Conosceva molte lingue tra cui arabo, persiano, turco, marathi e kannada. Suonava il sitar e coltivava l'hobby di dipingere fiori.

### Sultanato di Bijapur
A seguito di un'alleanza politica, sposò Ali Adil Shah I, sultano di Bîjâpur (1580), famoso per aver scritto poesie in suo elogio, che morì nel 1580. Suo nipote Ibrahim Adil Shah II, all'età di nove anni, fu poi nominato reggente dagli sciiti ma un generale, Kamal Khan, prese il potere. Chand Bibi pianificò quindi un attacco a Kamal Khan con l'aiuto di un altro generale, Haji Kishvar Khan. Kamal Khan venne catturato e poi decapitato.

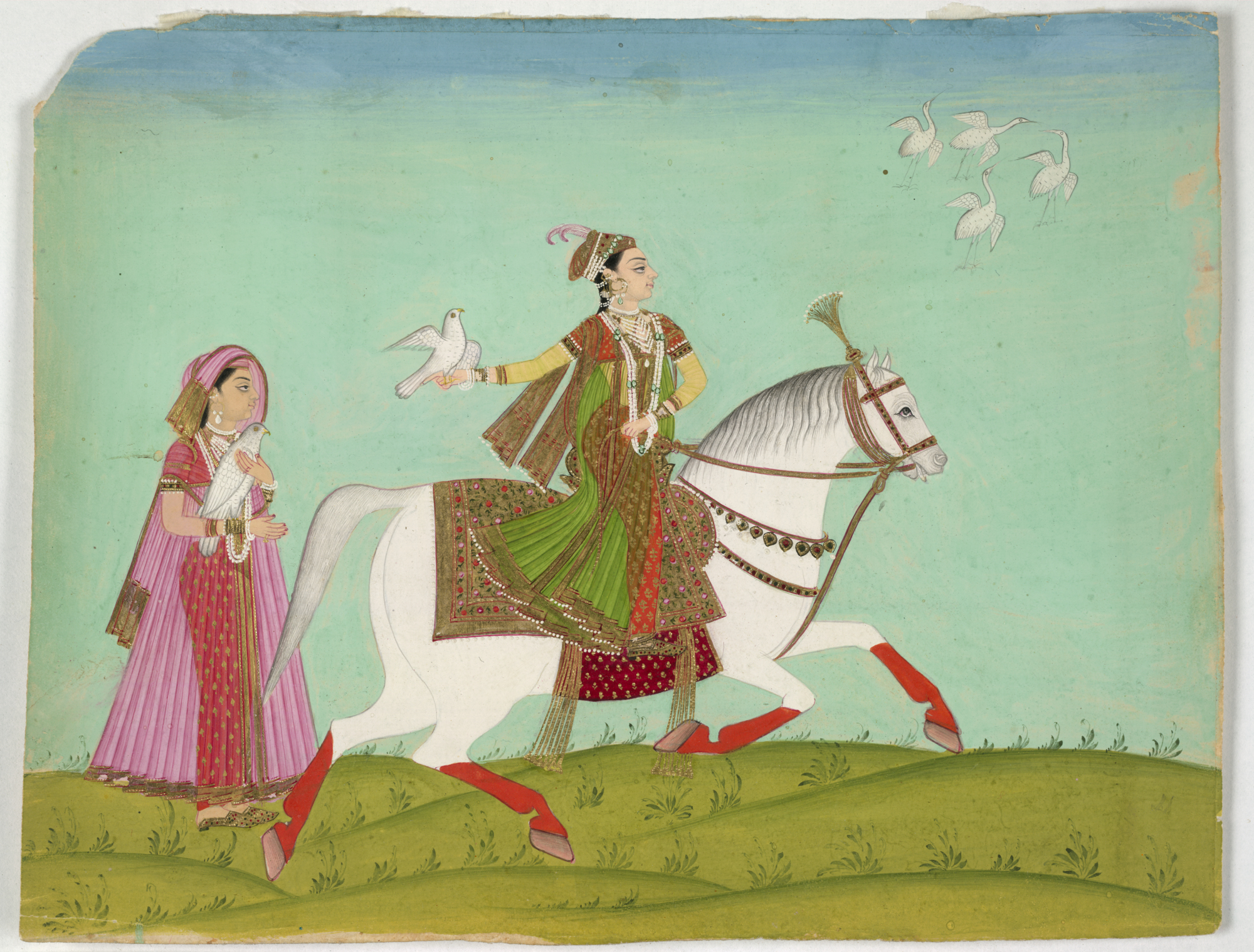
Una miniatura (ca. 1800) di Chand Bibi dedita alla falconeria

 Kishvar Khan prese a sua volta la reggenza, ma Chand Bibi cercò di eliminarlo con l'aiuto del generale Mustafa Khan. Le spie di Kishvar Khan scoprirono la cospirazione; vennero inviate delle truppe contro Mustafa Khan, il quale venne catturato e ucciso. Chand Bibi fu fatta prigioniera a Satara. Kishvar Khan cercò di farsi proclamare re ma, essendo molto impopolare, fu costretto a fuggire quando un esercito guidato dal generale Ikhlas Khan marciò su Bijapur.

### Sultanato di Ahmadnagar
Kishvar Khan venne ucciso in esilio da un parente di Mustafa Khan. Chand Bibi fu quindi nominata reggente. Resistette a numerosi tentativi di usurpazione, ma dovette confrontarsi soprattutto con le armate di Akbar.
Nel novembre 1595, le truppe di Akbar tentarono di invadere Ahmadnagar. Chand Bibi resistette coraggiosamente, ma fu uccisa dai suoi stessi sostenitori nel 1599. La città venne quindi assediata.